# La Colonia, Oxnard, Californie
La Colonia est un quartier du centre de la ville américaine d'Oxnard en Californie. Ses limites vont, du nord au sud, de Camino del Sol à la Troisième rue, et, d'ouest en l'est, d'Oxnard Boulevard (Highway 1) à Rose Avenue. La plus grande part des limites nord, bordant des lotissements récents construits pour des populations à revenu élevé, sont assez bien maintenues, les frontières occidentales suivent, elles, le tracé de la voie ferrée.
Depuis longtemps quartier latino, la Colonia est habité de familles pauvres. Des monuments à l'honneur de César Chávez s'y trouvent de même que La Colonia Youth Boxing Club (en) (Club de boxe pour jeunes de la Colonia), une salle d'entrainement populaire d'où sont sortis des combattants notables tels que Fernando Vargas, Roberto Garcia, Miguel Angel Garcia, Victor Ortiz, Brandon Rios et Mia St. John. Le quartier comprend une école primaire privée et deux écoles publiques. La bibliothèque publique d'Oxnard gère un petit département dans le nord-est de La Colonia, où l'accès Internet est gratuit et où on peut trouver une riche collection de livres.
Ce quartier est célèbre pour sa forte criminalité rivalisant avec le village d'El Rio au nord d'Oxnard.

## Histoire

### Débuts
La région faisait partie de la région Chumash, qui s'étendait de Point Conception jusqu'à Santa Monica.
Le 22 mai 1837, les 182 km2 du territoire d'«El Rancho Rio de Santa Clara o la Colonia» a été accordée aux anciens soldats Presidio de Santa Barbara : Cota Valentin, Leandro Gonzalez, Rafael Gonzales, Salvador Valenzuela, Pico Vicente, Rafael Valdez et Vincent Feliz. 
En 1850 la Californie est officiellement déclarée État américain et dans les années 1860, la plupart des terres de la Colonia ont été vendues à des hommes d'affaires de la côte Est qui étaient principalement intéressés par la prospection du pétrole. 
En 1873, le comté de Ventura a été officiellement créé amputant la section sud-est du comté de Santa Barbara. 
En 1874, la municipalité portuaire de Hueneme a été fondée par Thomas R. Bard. 
The Colonia Oil Company sold a lot of land to the newly formed Colonia Land Improvement Company, in 1897, for a townsite around a factory being built, two miles northeast of Hueneme, to produce sugar from sugar beets. In 1898, Oxnard was founded around what was originally named the Colonia Beet-Sugar Factory and began to grow.
En 1897 la « Colonia Oil Company » vendu un lot de terrain à la toute nouvelle «Colonia Land Improvement Company», pour l’implantation d'un grand complexe de lotissement urbain autour d'une usine de production de sucre à betteraves en cours de construction qui deviendra bientôt célèbre
la « Colonia Beet-Sugar Factory » qui deviendra par la suite «l'Oxnard Factory», qui donna naissance à la ville d'Oxnard.

### 1898-1960
La Colonia est l'un des plus anciens quartiers d'Oxnard. Il a été aménagé par la Colonia Land Improvement Company, juste à l'est du quartier central de la ville d'Oxnard et à proximité de l'usine de sucre et des champs de betteraves pour pouvoir loger les travailleurs.
Au début du XXe siècle, plusieurs fermiers blancs ont commencé à vendre des parcelles de terre à des familles latinos. La région, grâce à son climat propice à l'agriculture, était autrefois connue comme « le jardin de la Colonia », la moitié de la population de la ville d'Oxnard travaillait dans le secteur de l'agriculture.
En 1948 la population a fortement crû pour atteindre environ 8 000 personnes. La Colonia avait même son propre journal La Voz del La Colonia (La voix de la Colonia), qui parrainait de multiples fêtes et des défilés de tous genres.

#### Les betabeleros
C'est la mort suspecte de deux immigrants mexicains en 1900 dans une prison d'Oxnard ayant mystérieusement pris feu qui instaura un climat de tension entre les travailleurs et les autorités.
Dans ce contexte, en 1903, les travailleurs immigrés mexicains rejoignent les travailleurs immigrés japonais pour former la Japanese Mexican Labor Association (JMLA), réponse à la réduction des salaires de moitié instaurée par l'usine d'Oxnard l'American Beet Sugar Company. Cela donna lieu à la grève d'Oxnard de 1903 (en). Les grèves et manifestations suivantes seront marquées par la brutalité policière et l'affrontement atteint son paroxysme le 23 mars 1903, lorsque des contre-grévistes escortés par la police sont bloqués dans la rue par des membres armés de la JMLA. Cinq personnes furent blessées à la suite de la fusillade qui en résulta des deux côtés, la responsabilité des événements sera plus tard portée sur la JMLA. Après plusieurs années de brutalités policières et de manifestations acharnés, la JMLA réussi à obtenir ce qu'il voulait de la part l'American Beet Sugar Company d'Oxnard puis disparait.
En 1933, la main-d'œuvre latino travaillant dans l'arrachage de betteraves décida de rejoindre la Cannery and Agricultural Workers Industrial Union (en) (CAWIU) pour obtenir une augmentation de 50 % des salaires (35 cents de l'heure), l’élimination des intermédiaires pour gérer l'emploi, des transports gratuits vers les lieux de travail, une paie hebdomadaire, et des journées de travail de huit heures. Le rejet de ces demandes par l'American Beet Sugar Company déclencha un élan solidarité dans toute la Colonia ; les Latinos marchèrent avec les arracheurs de betteraves (les betabeleros) pour former une grève. Puis l'Union américaine pour les libertés civiles (ACLU) et l'International Defense Council rejoignirent les grévistes. L'industrie, dont le chiffre d'affaires était de plus de 42 millions de dollars annuels, économiquement paralysée, répondit en utilisant la police locale contre les grévistes et la communauté. Le gouvernement de la ville d'Oxnard riposta en fondant l'Organisation des propriétaires, en vérité le gouvernement de la ville d'Oxnard espérait ainsi inciter les travailleurs à mettre fin à la grève en leur garantissant le statut officiel de citoyen d'Oxnard. En août 1933, les betabeleros organisèrent un défilé multiculturel marchant de La Colonia à travers la ville jusqu'au siège de la police d'Oxnard où les dirigeants du mouvement grévistes rencontrèrent en privé les dirigeants de la police, ensemble ils tentèrent de trouver un arrangement demandant à la police de ne plus intervenir contre les travailleurs en grève. Cette réunion ayant échoué à rétablir le calme, les dirigeants de la grève décidèrent de tenir un débat public sur les forces de police. À la suite de ce débat une dizaine de dirigeants betabeleros seront détenus dans la prison du comté sans aucune raison légale. Cela suscita une attention sans équivoque de la part des membres de l'ACLU qui déposeront rapidement des requêtes auprès du ministère du travail pour demander une intervention immédiate. Les dix hommes furent donc immédiatement jugés puis acquittés, ce qui ramena une relative situation de paix dans la région et les ouvriers obtinrent une augmentation de salaire, ce qui n’était qu'une de leurs nombreuses demandes. Il semble qu'aujourd'hui encore, la relation entre la communauté et la police reste tendue, séquelle de cette grève.

#### Arrestations des Zoot
Ce conflit entre le Département de la police d'Oxnard et la population ouvrière a continué dans les années 1940 quand la culture zoot a émergé. 
Les jeunes individus suivant la culture zoot était souvent arrêtés, dépouillés, rasés et leurs vêtements confisqués que ce soit de jeunes hommes ou femmes.
En 1942, un groupe d'hommes et de femmes écoutant de la musique en plein air étaient furent gazés au lacrymogène et brutalement arrêtés. Cela entraina un renforcement du ressentiment négatif que la population à envers la police.

### Criminalité en forte hausse (1970-2000)
Au cours des années 1970 et 1980, les propriétaires commencèrent à louer leurs propriétés. Le taux de criminalité explosa avec l'arrivée de la drogue et la constitution des premiers gangs, renforçant fortement la mentalité anti-police de la communauté, police qui historiquement ne patrouillait pas dans le quartier en dehors des appels d'urgence. Les voitures de patrouilles entrant dans le quartier durant cette période, et toujours par deux, essuyaient souvent des jets de pierres, de bouteilles et autres objets. Ce n'est que dans les années 1990 que la police d'Oxnard fera de grands efforts pour abaisser le taux de criminalité et gagner la confiance de la population. Cependant, en 1997, le tir d'un officier de police sur Oliverio Martinez à cinq reprises et l'obstruction par la suite des procédures d'urgence pour mener un interrogatoire à l'hôpital réanima les tensions dans la communauté.
Néanmoins, après l'ouverture en 1993 d'une antenne des services de police dans le quartier, et ce en dépit de plusieurs tentatives d'incendies criminels, la population commença à revenir vivre dans le quartier. Des subventions fédérales ont permis d'apporter des programmes de formation professionnelle, des ordinateurs, de financer la rénovation des parcs, la démolition de lieux connus pour la vente de drogues, et d'encourager l'amélioration des propriétés.

### Réhabilitation de la Colonia (2000 à aujourd'hui)
Au début des années 2000, la Colonia entame un grand projet de rénovation pour donner une meilleure image à la ville d'Oxnard. De nouvelles constructions sont engagées dans le sud du quartier sur d'anciens terrains vagues ou contenant des maisons délabrées. La bulle immobilière stimule alors le développement et le réinvestissement. Plus de 59 millions de dollars seront alors investis pour contribuer à la rénovation de 260 logements et de l’école Cesar Chavez. 
Le rétablissement de l'école Ramona est un autre exemple de cette rénovation. L'école primaire de la Colonia établie en 1940 était la clé de voûte de l'éducation de nombreux habitants de la Colonia. Malheureusement, celle-ci était tombée en ruine et a cessé d’être utilisé au milieu des années 1990. En 2000, le ministère de l'éducation décida de nettoyer le site original et de reconstruire une nouvelle école.

## Loi anti-gang
En juin 2004, le Département de Police d'Oxnard imposa une ordonnance anti-gang sur un territoire de 17,09 km2.